# EV14 Meren en rivieren van Midden-Europa
De Meren en rivieren van Midden-Europa (Waters of Central Europa) is een geheel bewegwijzerde fietsroute op Europese schaal van zo'n 1150 kilometer lang. De route maakt deel uit van het EuroVelo-fietsroutenetwerk van de European Cyclists' Federation, en is opgezet met financiering vanuit een Interreg-programma van de Europese Unie. Het type bewegwijzering verschilt van land tot land omdat gebruik wordt gemaakt van nationale netten van lange-afstandsfietsroutes. De route is vooral bedoeld voor fietsvakantie.

## Routebeschrijving
Per land zijn de belangrijkste steden die doorkruist worden:
| Land       | Belangrijkste steden (kruising met andere EuroVelo)                                                     |
| ---------- | --- |
| Oostenrijk | Zell am See, Sankt Johann im Pongau (EV7), Bischofshofen (EV7), Liezen, Graz, Fehring (EV9)             |
| Hongarije  | Szentgotthárd (EV13), Őriszentpéter, Vasvár, Keszthely, Székesfehérvár, Boedapest (EV6), Eger, Debrecen |

De route verbindt diverse rivieren en meren met elkaar. Hierdoor worden ook fietsroutes aan elkaar verbonden, zoals de Tauernradweg langs de Salzach, de Ennsradweg langs de Enns en de Murradweg langs de Mur. Deze routes gaan naar Graz. Daarna volgen de Möstwartsroute en de route langs de Rába. Meren die de route onder andere aandoet zijn de Zeller See en het Balatonmeer.
Onderweg zijn er veel bezienswaardigheden. Voor gidsen en toelichtingen moet gebruikgemaakt worden van het materiaal dat per land beschikbaar is. In sommige gevallen kan dat er toe leiden dat het alleen beschikbaar is in de taal van dat land. 

### Oostenrijk
In Oostenrijk start de route in Zell am See aan de Zeller See. De route volgt de Tauernradweg en loopt tussen Sankt Johann im Pongau en Bischofshofen parallel met de EV7. In Zell am See kan de Tauernradweg vervolgd worden richting Mittersill en de Krimmler Wasserfälle. 
De route komt door het bekende skigebied van Altenmarkt im Pongau en volgt de Ennsradweg die de Enns volgt. Na Selzthal wordt de Rastlandradweg gevolgd. Vanaf Sankt Michael in Obersteiermark wordt de Murradweg gevolgd welke de Mur volgt. In Fehring wordt de EV9 Van Oostzee naar de Adriatische Zee gekruist.

### Hongarije
In Szentgotthárd kruist de route de EV13 IJzerengordijnpad en in Keszthely bereikt de route het Balatonmeer om dit via de noordoever te volgen. In Boedapest kruist de route de EV6 Atlantische kust naar de Zwarte Zee om vervolgens naar het eindpunt Debrecen te gaan. In Hongarije volgt de route de Möstwartsroute en de route langs de Rába